# Acrocladium trichocladium
Acrocladium trichocladium là một loài rêu trong họ Amblystegiaceae. Loài này được Bosw. mô tả khoa học đầu tiên năm 1892.